# Eulaiades inflatipes
Eulaiades inflatipes är en skalbaggsart som beskrevs av Leon Fairmaire 1899. Eulaiades inflatipes ingår i släktet Eulaiades och familjen Melolonthidae. Inga underarter finns listade i Catalogue of Life.